# Antoine Potier de Sceaux
Pour les articles homonymes, voir Potier.
Antoine Potier, seigneur de Sceaux (vers 1585 - 13 septembre 1621), est un homme d'État et diplomate français du XVIIe siècle.

## Biographie
Troisième fils de Louis Potier de Gesvres, Antoine Potier fut élevé avec grand soin par son père, qui le fit travailler sous M. de Villeroy[Lequel ?], puis l'envoya à Rome, où il vécut d'une manière « très louable », et où il mérita l'éloge glorieux que lui donne le cardinal d'Ossat dans une de ses lettres.
Il obtint la survivance de la charge de secrétaire d'État de son père en 1604, eut beaucoup de part aux affaires sous la régence de Marie de Médicis, au traité de Sainte-Menehould (15 mai 1614), à la conférence et à la paix de Loudun en 1616.
Héritier du premier château de Sceaux que son père avait fait construire, il fit ériger la terre de Sceaux en châtellenie en 1606.
En 1608, Antoine Potier succéda à M. de Verderonne (par résignation) dans sa charge de greffier des ordres du Roi.
Après la mort du maréchal d'Ancre (1617), il fut envoyé ambassadeur en Espagne, pour la ratification du traité de Verceil.
À son retour il suivit le roi Louis XIII partout où l’appelèrent les intérêts de l'État, où ceux de la guerre qu'il faisait aux « rebelles de la religion prétendue réformée », l'obligèrent d'aller. Mais pendant le siège de Montauban, il mourut au quartier de Pibauquecos le 13 septembre 1621, sans laisser d'enfant à Anne d'Aumont (vers 1601-1642), sa femme, fille de Jacques d'Aumont, baron de Chappes, seigneur de Cors, gentilhomme ordinaire de la chambre du Roy, prévôt de Paris, de Charlotte-Catherine de Villequier. Elle se remaria depuis  à Charles, comte de Lannoy, chevalier des ordres du Roy, gouverneur de Montreuil, fils aîné de Christophe, seigneur de Lannoy, gouverneur de Montreuil, et de Charlotte de Villiers-Saint-Paul.
La seigneurie de Sceaux passa à son frère, René Potier, duc de Tresmes (en), qui obtint qu’elle fût érigée en baronnie.

## Armoiries
Écartelé aux 1 et 4 d’azur à trois mains appaumées d’or, au franc quartier échiqueté d'argent et d’azur qui est Potier à la bordure de gueules sur le tout ; aux 2 et 3, ’azur à la bande d’argent, accompagné de deux dragons ailés d'or qui est Baillet.
D'après RietstapD'azur, à la cotice de pourpre, côtoyée de deux amphiptères d'or.